# Betzweiler
Betzweiler ist ein Ortsteil der Gemeinde Loßburg im Landkreis Freudenstadt, Baden-Württemberg. Der ehemals selbständige Ort wurde im Zuge der baden-württembergischen Verwaltungsreform 1971 mit dem Nachbarort Wälde zur Doppelgemeinde Betzweiler-Wälde zusammengelegt, die durch einen Bürgerentscheid im Jahr 2006 mit Wirkung vom 1. Januar 2007 wiederum in der Gemeinde Loßburg aufging.

## Geographie

### Lage
Betzweiler liegt im Heimbachtal im mittleren Schwarzwald und damit im Gebiet des Naturparks Schwarzwald Mitte/Nord.
Nördlich von Betzweiler liegt das Naturschutzgebiet „Heimbachaue“. Zahlreiche vom Aussterben bedrohte Pflanzen und Tiere haben hier einen Schutz und Lebensraum gefunden. Angrenzend an dieses Naturschutzgebiet liegt die „Historische Heimbachmühle“, ein stattliches Fachwerkhaus, welches als Mühle eine wichtige Bedeutung hatte. Die „Untere Mühle“, so wird die „Historische Heimbachmühle“ aus Gewohnheit noch heute öfters genannt, wurde erstmals um das Jahr 1250 schriftlich erwähnt. Im Jahr 1978 erwarb Klaus Körber die Mühle und renovierte das Gebäude vollständig. Seitdem dient die Heimbachmühle als Hotelgasthof.

### Nachbarorte
Nördlich von Betzweiler liegt der ebenfalls zu Loßburg gehörende Ort Wälde. Nordöstlich liegt Gundelshausen, ein Stadtteil von Dornhan. Dornhan selbst grenzt südöstlich an Betzweiler. Südlich grenzt Betzweiler an Busenweiler, das ebenfalls zu Dornhan gehört. Westlich grenzt der Loßburger Ortsteil Vierundzwanzig Höfe an Betzweiler.

## Geschichte
Eine Urkunde aus dem Jahre 1123 nennt einen „Heinrich de Bedzingiswilaeri“. Es ist die früheste Erwähnung des Ortsnamens.
Bis 1970 war Betzweiler ein eigenständiger Ort. Am 1. Januar 1971 wurden die bis dahin selbstständigen Gemeinden Betzweiler und Wälde zur neuen Gemeinde Betzweiler-Wälde vereinigt. Im Jahr 2005 kamen erste Überlegungen auf, die Gemeinden Betzweiler-Wälde und Loßburg zusammenzuschließen. Diese wurden am 1. Januar 2007 umgesetzt: Betzweiler-Wälde wurde nach Loßburg eingemeindet.
Im Juni 2023 feierte der Ortsteil Betzweiler sein 900-jähriges Jubiläum.

## Sehenswürdigkeiten

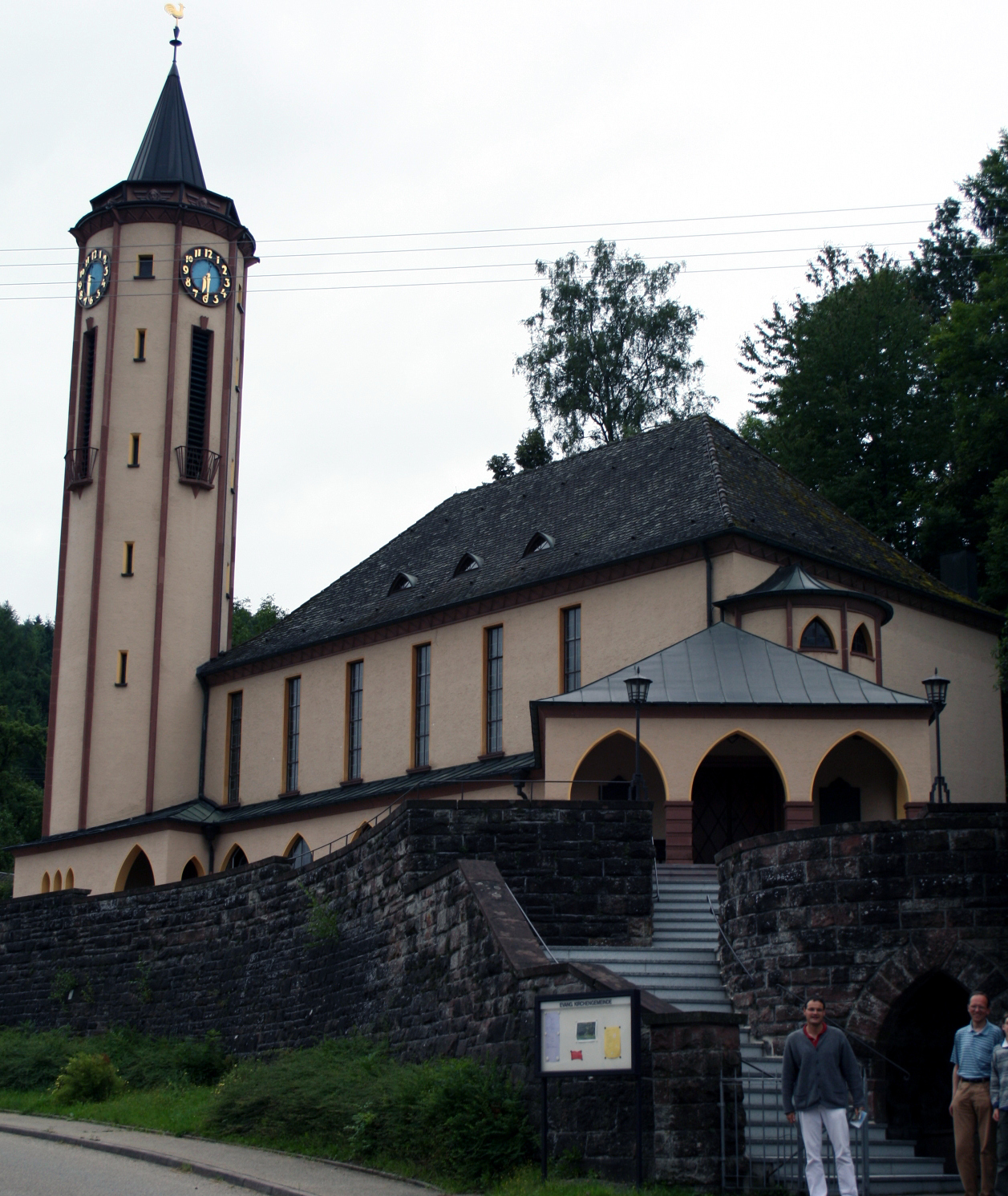
Die Pfarrkirche von Betzweiler

Im Ortsteil Betzweiler befindet sich eine der wenigen expressionistischen Kirchenbauten Deutschlands.
Die evangelische Pfarrkirche ist ein Kulturdenkmal und wurde mit einem Festakt am 23. Oktober 1927 eingeweiht. Aufgrund der Hanglage ist sie anstatt der üblichen Ostung des Kirchenschiffes in Nord-Süd-Richtung verschoben.
Die Architekten der Kirche, Werner Klatte und Richard Weigle aus Stuttgart-Degerloch, bauten zeitgleich ein „Schwestermodell“ in Gerhausen (Dekanat Blaubeuren).
Mit der Taborkirche von Albert Otto Linder in Freudenstadt (1930/31) ist die Betzweiler Kirche eine der beiden expressionistischen Sakralbauten im Landkreis Freudenstadt.
Aus dem 15. Jahrhundert stammt die dem Heiligen Georg geweihte Kapelle, das heutige „Alte Kirchle“. Kirchlich gehörte Betzweiler im Mittelalter zum Kloster Alpirsbach und wurde als Filial von Dornhan aus mitbetreut. Das kann man noch aus dem alten Flurnamen „Kilchberg“ (Kirchberg) ersehen. Über diesen Kilchberg gingen die Betzweiler nach Dornhan zur Kirche.

### Die Untere Mühle

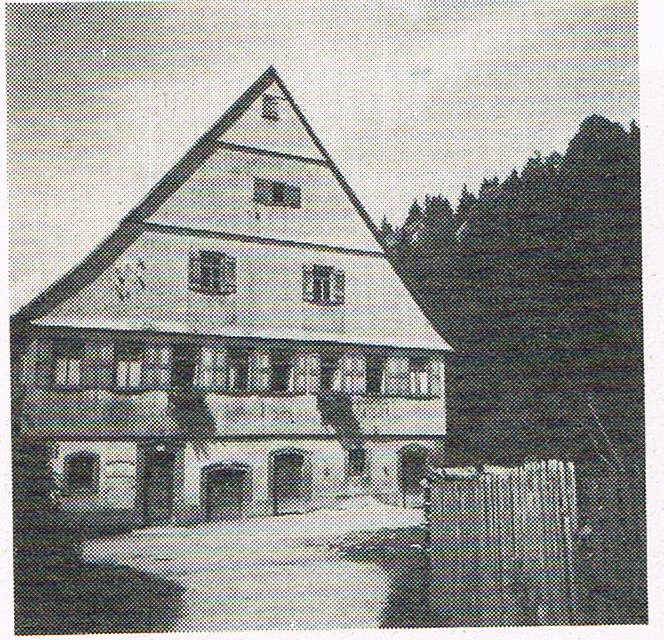
Die Untere Mühle Betzweiler vor der Renovierung
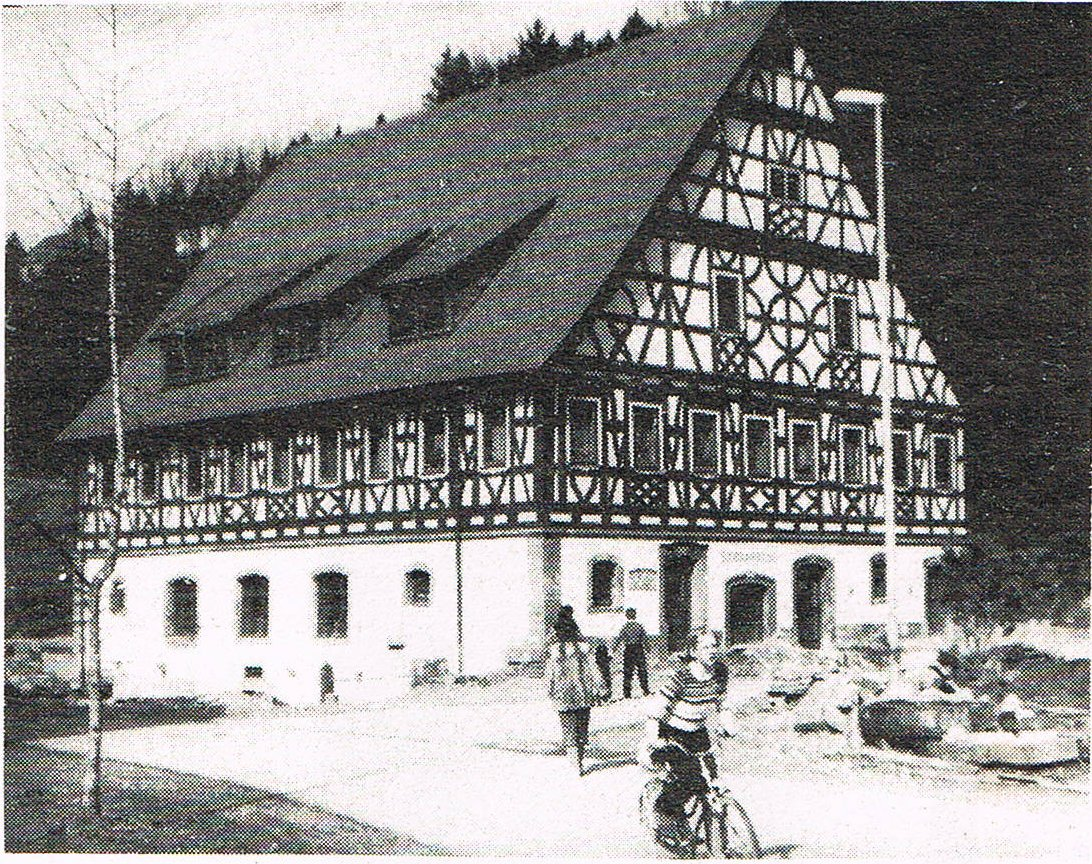
Die Untere Mühle Betzweiler nach der Renovierung
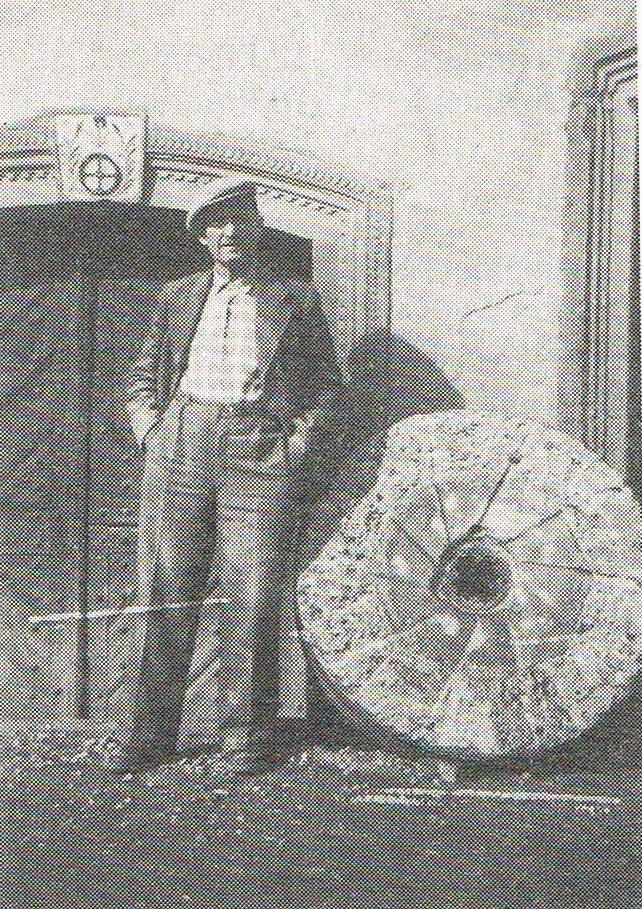
Der letzte Müller Wilhelm Mäder
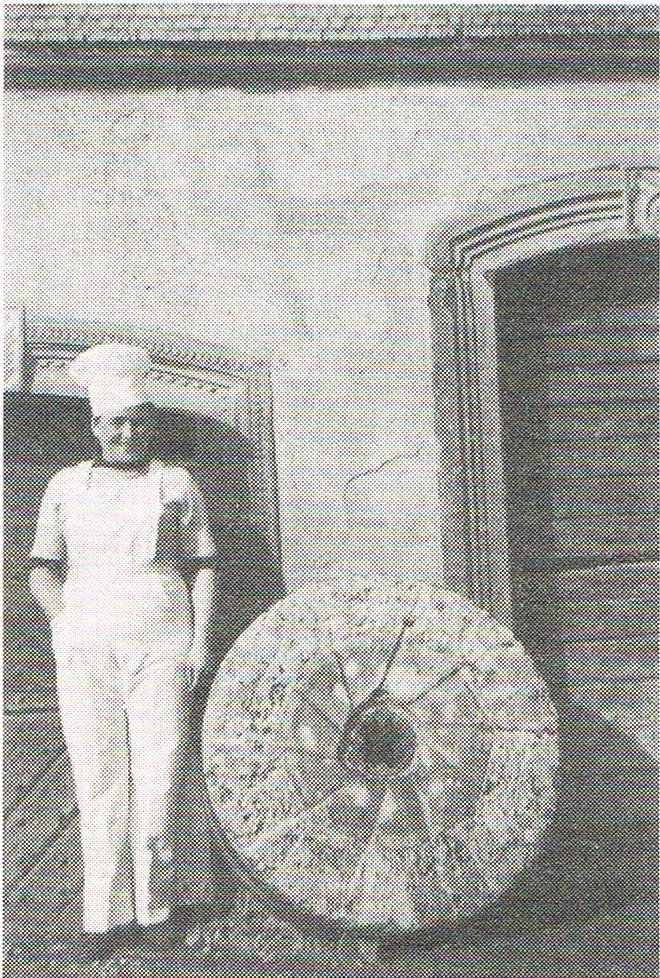
Die Müllerin Klara Mäder
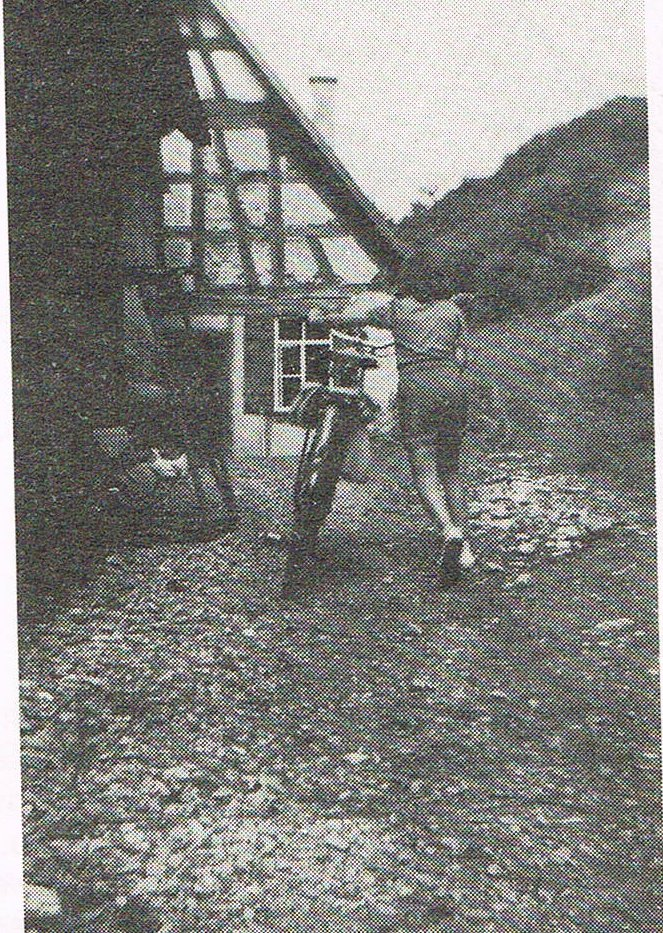
Das alte Nebengebäude
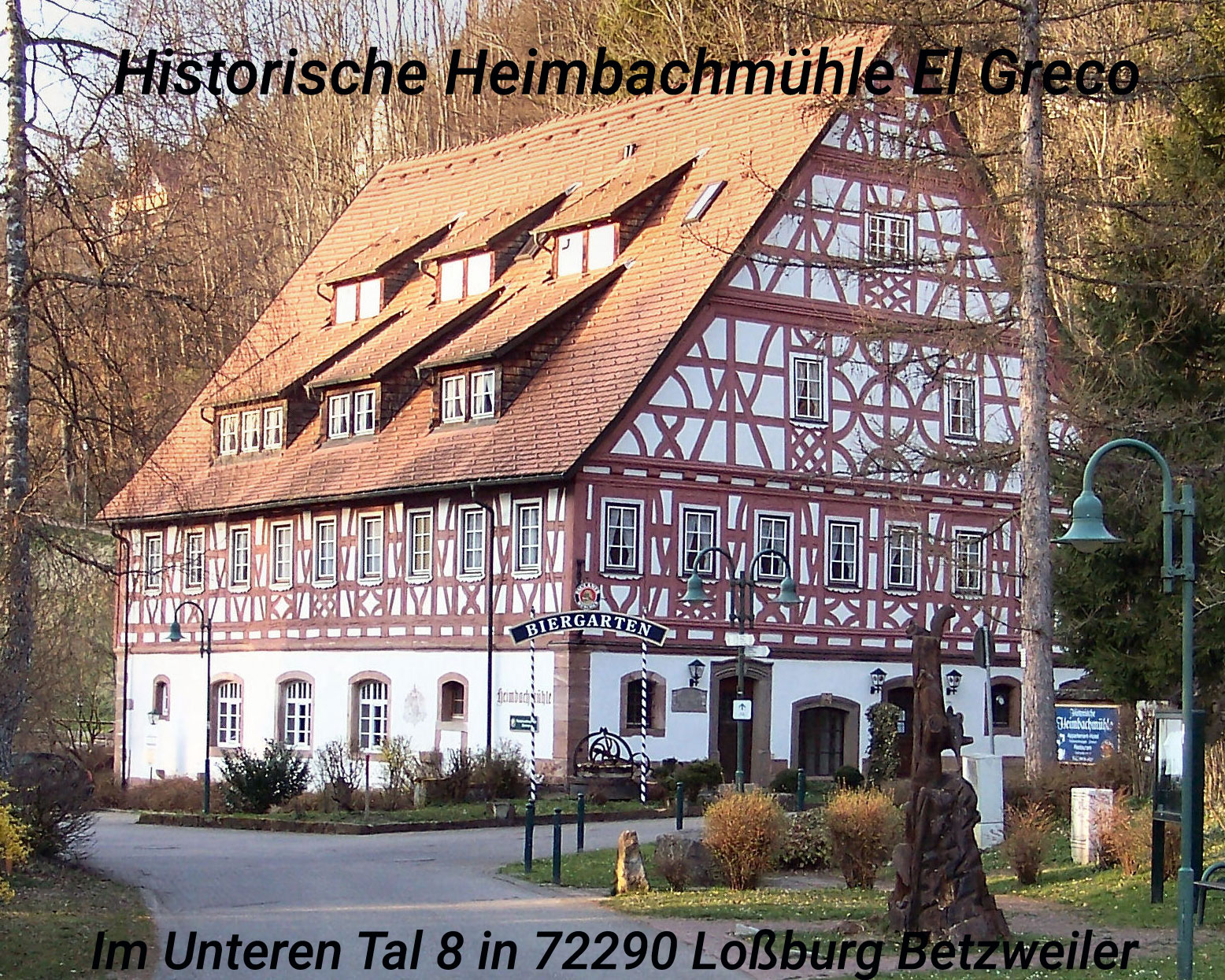
Die historische Heimbachmühle 2015

Am 1. Juli 1988 wurde die historische, unter Denkmalschutz stehende Heimbachmühle wieder eröffnet, den Einheimischen unter dem Namen Untere Mühle bekannt. Das sehr alte Gebäude wurde vom jetzigen Besitzer, Klaus Körber, erneuert.
Vom früheren Schultheiß Jäckle stammt die nicht näher belegte Kunde, die Mühle sei um das Jahr 1250 entstanden. Damals habe es in Betzweiler nur insgesamt drei Gehöfte gegeben. Das heutige Gasthaus Zur Sonne war vor dessen Ausbau Schafstall der Unteren Mühle. Sie scheint zu einer nicht mehr bestimmbaren Zeit abgebrannt zu sein. Bei Abrissarbeiten gefundene verkohlte Balken lassen diesen Schluss zu.
Viele Müllerfamilien wohnten und arbeiteten nacheinander in den stattlichen, auf mächtigen Mauern ruhenden Haus, das bis Anfang des 20. Jahrhunderts durch Eisengitter an allen Fenstern gesichert war. Eine Familie Mutschler hat 300 Jahre dort gewirtschaftet. Dann setzte eine rasche Besitzerfolge ein. Ein Müllergeschlecht, das kurze Zeit die Mühle betrieb, hieß Wöhr. Nachkommen dürften noch in der Gemeinde wohnen. Von den Wöhrs wird erzählt, dass sie den schönsten Garten des Ortes hatten.
Es heißt, alle Besitzer seien bei Übernahme der Mühle reich gewesen, seien aber letzten Endes bankrottgegangen. Elitäres Denken und großzügige Lebensführung könnten dazu beigetragen haben. Von den Müllersfrauen wird berichtet, sie hätten nicht genügend mitgearbeitet. Das ist schwer verständlich, wenn man bedenkt, dass neben dem Mühlenbetrieb auch noch eine stattliche Landwirtschaft zu versorgen war. Zu dem Besitz gehörten in der Anfangszeit 300 Morgen Feld und Wald, bei der endgültigen Stilllegung und dem Verkauf 1968 waren es noch 20 Morgen. Manch ein Müller schien, als ihm das Wasser bis zum Halse stand, in der Auswanderung die einzige Rettung gesehen zu haben (Mutschler).
Interessant sind einige Preise für Waren und Dienstleistungen aus vergangenen Tagen:
- 1905: 1 Pfund Brotmehl 12 Pfennige
- 1933: 1 Pfund Brotmehl 16 Pfennige
- 1907: 100 Eier 6,50 Mark
- 1932: 1 Kuh 140 Mark
- 1932: Ein Fuhrknecht der Mühle erhielt als Wochenlohn 10 Mark, manchmal auch nur 8 Mark
- 1932: Mahllohn für ein Simmeri Getreide (1 Simmeri (Getreidemaß) = 15 kg) 30 Pfennige
- 1927: Das Nähen einer Hose mit Zutaten wie Futter, Knöpfe, Zwirn, Schnalle 5,05 Mark

Die Preise waren, verglichen mit den Löhnen, nicht niedrig. Sparen musste auch der Begüterte, wollte er seinen Besitz erhalten. Die Tagelöhner jedoch nagten buchstäblich am Hungertuch.
Der letzte Müller auf der Unteren Mühle war Wilhelm Mäder, genannt „Mühle-Wilhelm“. Er stammte von der Oberen Mühle in Betzweiler. Er heiratete 1927 die Witwe Margarete Haug, geb. Lutz und kam dadurch in den Mitbesitz der Unteren Mühle. Der erste Mann der Margarete Haug war 1924 bei der Arbeit in der Mühle ums Leben gekommen. Ein Kleidungsstück hatte sich in der laufenden Transmission verfangen, die den Mann mit sich riss, so dass er sich tödliche Verletzungen zuzog. Drei Jahre lang führte die Frau den Betrieb allein weiter. Sie stellte einen Müller namens Noll ein und kümmerte sich selbst hauptsächlich um die Landwirtschaft mit dem umfangreichen Viehbestand. Aus ihrer ersten Ehe stammte ein Sohn, aus der Ehe mit Wilhelm Mäder gingen ein Sohn und eine Tochter hervor. Die Söhne fielen beide im Zweiten Weltkrieg. Die harten Schicksalsschläge scheinen die Frau gebrochen zu haben und die Ehe zerbrach.
1945 kam Klara Sannwald in die Mühle und unterstützte den kränkelnden Müller in seinem Betrieb. Sie verrichtete schwerste Männerarbeit, denn die Mahlanlage war nicht automatisiert. Die Getreidesäcke mussten von Hand bewegt und aufgeschüttet werden.
1948 heirateten Wilhelm Mäder und Klara Sannwald. Im gleichen Jahr wurde die Mühleneinrichtung modernisiert, so dass die kräfteraubendsten Arbeiten entfielen. Ein einfacher Handaufzug, ein Plansichter und eine Förderanlage für Getreide wurden eingebaut. Die rührige Müllerin stellte zusätzlich Hafermehl her, das damals von den Ärzten für Magenkranke empfohlen wurde. Die Frau arbeitete sich in alle Sparten des Geschäftes ein und musste auch die technischen Anlagen instand setzen und betriebsbereit halten. So musste zum Beispiel die Mahlfläche des Mühlsteins von Zeit zu Zeit mittels eines speziellen Hammers mit Rillen versehen werden. Wilhelm Mäder kümmerte sich um den Betrieb, so gut er konnte, doch aufgrund seines schweren Leidens kannte er keine anstrengenden Arbeiten mehr verrichten.
Die Untere Mühle war eine Kundenmühle, ausschließlich von Wasserkraft getrieben. Sie hatte ihre eigene Stromversorgung. Die Bauern der Umgebung brachten das für den eigenen Verbrauch bestimmte Getreide zum Mahlen. In eigener Regie wurde kaum gemahlen. Anfang der 50er Jahre ging das Geschäft deutlich zurück. Für Hafermehl gab es kaum noch Absatzmöglichkeiten. Auch die Bauern blieben mehr und mehr aus. Sie bevorzugten Mühlen, wo sie ihr Getreide sofort in Mehl eintauschen konnten. Eine erneut notwendige Modernisierung, etwa die Umstellung von einer Stein- auf eine Walzmühle, scheiterte. Es war kein Erbe da, der die Mühle hatte weiterführen können und es fehlte das Geld, denn zu dieser Zeit waren für den Betrieb drückende Lastenausgleichszahlungen zu entrichten. Land musste verkauft werden, um die Ablösesumme aufbringen zu können.
1952 stellte die Mühle den Betrieb ganz ein. Um leben zu können, richtete das Ehepaar Mäder 1964 eine kleine Bäckerei mit Kolonialwarenhandlung ein. Zuerst benutzte man den gemauerten Backofen im inzwischen abgerissenen Nebengebäude am Fußweg zur Sommerhalde. Später wurde ein Backofen im Hauptgebäude installiert. Frau Mäder musste viele Kontrollen von amtlicher Seite über sich ergehen lassen, weil sie das Bäckerhandwerk nicht erlernt hatte, doch nahmen die Kontrolleure immer gern von ihrem guten Brot mit. Bäckerei und Laden bestanden bis 1968. In diesem Jahr wurde der gesamte Besitz an die Gemeinde Betzweiler verkauft. Das Ehepaar Mäder zog in das neu erbaute Haus an der Sommerhalde. Wilhelm Mäder erlag im Januar 1969 seinem Leiden im Alter von 78 Jahren.
1978 erwarb der jetzige Besitzer Klaus Körber das Mühlengebäude und renovierte es gründlich.

#### Heutige Nutzung
Seit 2015 hat die historische Heimbachmühle eine zweigeteilte Nutzung.
Es werden Zimmer und Wohnungen vermietet.

### Die Obere Mühle
In der Oberen Mühle wurde im Jahr 2015 ein „Treffpunkt für Menschen zum Erleben und für das Leben“ von Karl Heinz Mäder eingerichtet.

### Die Mittlere Mühle
Die Mittlere Mühle, eine ehemalige Ölmühle, wurde zu einem reinen Wohnhaus umgebaut.

## Verkehr

### Straße
Durch Betzweiler führt in Nord-Süd-Richtung die L412, die von Loßburg aus der L408 abzweigt, durch Wälde und Betzweiler verläuft und kurz vor Dornhan in die L410 mündet. In Betzweiler zweigt dann noch die K4749 in westlicher Richtung nach Alpirsbach ab. Oberhalb von Betzweiler mündet sie in die L408, die 2012 als weiträumige Westumfahrung von 24-Höfen ausgebaut wurde.
Die nächste Autobahnanschlussstelle in Fahrtrichtung Norden (Stuttgart und Tübingen) befindet sich bei Sulz am Neckar an der A 81, circa 20 Kilometer von Betzweiler entfernt.
Die nächste Autobahnanschlussstelle in Fahrtrichtung Süden (Tuttlingen und Singen) befindet sich bei Oberndorf am Neckar ebenfalls an der A 81, circa 19 Kilometer von Betzweiler entfernt.

### Schiene
Die nächsten Bahnhöfe befinden sich in Alpirsbach (ca. 8 km) und in Loßburg (ca. 9 km) an der Kinzigtalbahn.

### Bus
Die Buslinien 31, 35 und 7409 der Verkehrs-Gemeinschaft Landkreis Freudenstadt fahren den Ort stündlich an und fahren in alle Nachbarorte von Betzweiler.